# 宋延超
宋延超（？—），男，汉族，中华人民共和国政治人物。现任中央军委国际军事合作办公室副主任。第十四届全国政协委员。